# Xian de Hua'an
Le xian de Hua'an (华安县 ; pinyin : Huá'ān Xiàn) est un district administratif de la province du Fujian en Chine. Il est placé sous la juridiction de la ville-préfecture de Zhangzhou.

## Démographie
La population du district était de 159 030 habitants en 1999.